# Яр Ревучий
Яр Ревучий — балка (річка) в Україні у Куп'янському районі Харківської області. Ліва притока річки Осколу (басейн Дону).

## Опис
Довжина балки приблизно 9,46 км, найкоротша відстань між витоком і гирлом — 8,83  км, коефіцієнт звивистості річки — 1,07. Формується декількома струмками та загатами. На деяких ділянках балка пересихає.

## Розташування
Бере початок на північно-східній стороні від села Лозова. Тече переважно на північний захід через село Кругляківку і впадає у річку Оскол, ліву притоку річки Сіверського Дінця.

## Цікаві факти
- Біля гирла балку перетинає автошлях Р79[3] (регіональний автомобільний шлях в Україні, E105 М18 — Сахновщина — Ізюм — Борова — Куп'янськ — Дворічна — Піски. Проходить територією Берестинського, Лозівського, Ізюмського, Куп'янського районів Харківської області.).
- У XX столітті на балці існували молочно,- птахо-тваринні ферми (МТФ, ПТФ), спільні могили, водокачки, газова свердловина[2], а у XIX столітті — декілька вітряних млинів[1].